# Danh sách xã thuộc tỉnh Thái Nguyên
Tính đến ngày 1 tháng 12 năm 2024, tỉnh Thái Nguyên có 172 đơn vị hành chính cấp xã, trong đó có 121 xã.
Dưới đây là danh các xã thuộc tỉnh Thái Nguyên hiện nay.
| Xã           | Trực thuộc            | Diện tích (km²) | Dân số (người) | Mật độ dân số (người/km²) | Thành lập |
| ------------ | --------------------- | --------------- | -------------- | ------------------------- | --------- |
| An Khánh     | Huyện Đại Từ          |                 |                |                           |           |
| Bá Xuyên     | Thành phố Sông Công   | 8,67            |                |                           |           |
| Bàn Đạt      | Huyện Phú Bình        |                 |                |                           |           |
| Bản Ngoại    | Huyện Đại Từ          |                 |                |                           |           |
| Bảo Linh     | Huyện Định Hóa        |                 |                |                           |           |
| Bảo Lý       | Huyện Phú Bình        |                 |                |                           |           |
| Bình Long    | Huyện Võ Nhai         |                 |                |                           |           |
| Bình Sơn     | Thành phố Sông Công   | 28              |                |                           |           |
| Bình Thành   | Huyện Định Hóa        |                 |                |                           |           |
| Bình Thuận   | Huyện Đại Từ          |                 |                |                           |           |
| Bình Yên     | Huyện Định Hóa        |                 |                |                           |           |
| Bộc Nhiêu    | Huyện Định Hóa        |                 |                |                           |           |
| Cao Ngạn     | Thành phố Thái Nguyên | 8,61            |                |                           |           |
| Cát Nê       | Huyện Đại Từ          |                 |                |                           |           |
| Cây Thị      | Huyện Đồng Hỷ         |                 |                |                           |           |
| Cổ Lũng      | Huyện Phú Lương       |                 |                |                           |           |
| Cù Vân       | Huyện Đại Từ          |                 |                |                           |           |
| Cúc Đường    | Huyện Võ Nhai         |                 |                |                           |           |
| Dân Tiến     | Huyện Võ Nhai         |                 |                |                           |           |
| Dương Thành  | Huyện Phú Bình        |                 |                |                           |           |
| Đào Xá       | Huyện Phú Bình        |                 |                |                           |           |
| Điềm Mặc     | Huyện Định Hóa        |                 |                |                           |           |
| Điềm Thụy    | Huyện Phú Bình        |                 |                |                           |           |
| Định Biên    | Huyện Định Hóa        |                 |                |                           |           |
| Động Đạt     | Huyện Phú Lương       |                 |                |                           |           |
| Đồng Liên    | Thành phố Thái Nguyên | 8,83            |                |                           |           |
| Đồng Thịnh   | Huyện Định Hóa        |                 |                |                           |           |
| Đức Lương    | Huyện Đại Từ          |                 |                |                           |           |
| Hà Châu      | Huyện Phú Bình        |                 |                |                           |           |
| Hà Thượng    | Huyện Đại Từ          |                 |                |                           |           |
| Hòa Bình     | Huyện Đồng Hỷ         |                 |                |                           |           |
| Hóa Trung    | Huyện Đồng Hỷ         |                 |                |                           |           |
| Hoàng Nông   | Huyện Đại Từ          |                 |                |                           |           |
| Hợp Thành    | Huyện Phú Lương       |                 |                |                           |           |
| Hợp Tiến     | Huyện Đồng Hỷ         |                 |                |                           |           |
| Huống Thượng | Thành phố Thái Nguyên | 8,15            |                |                           |           |
| Kha Sơn      | Huyện Phú Bình        |                 |                |                           |           |
| Khe Mo       | Huyện Đồng Hỷ         |                 |                |                           |           |
| Khôi Kỳ      | Huyện Đại Từ          |                 |                |                           |           |
| Kim Phượng   | Huyện Định Hóa        |                 |                |                           |           |
| La Bằng      | Huyện Đại Từ          |                 |                |                           |           |
| La Hiên      | Huyện Võ Nhai         |                 |                |                           |           |
| Lam Vỹ       | Huyện Định Hóa        |                 |                |                           |           |
| Lâu Thượng   | Huyện Võ Nhai         |                 |                |                           |           |
| Liên Minh    | Huyện Võ Nhai         |                 |                |                           |           |
| Linh Sơn     | Thành phố Thái Nguyên | 15,5            |                |                           |           |
| Linh Thông   | Huyện Định Hóa        |                 |                |                           |           |
| Lục Ba       | Huyện Đại Từ          |                 |                |                           |           |
| Lương Phú    | Huyện Phú Bình        |                 |                |                           |           |
| Minh Đức     | Thành phố Phổ Yên     | 18,03           |                |                           |           |
| Minh Lập     | Huyện Đồng Hỷ         |                 |                |                           |           |
| Minh Tiến    | Huyện Đại Từ          |                 |                |                           |           |
| Mỹ Yên       | Huyện Đại Từ          |                 |                |                           |           |
| Nam Hòa      | Huyện Đồng Hỷ         |                 |                |                           |           |
| Nga My       | Huyện Phú Bình        |                 |                |                           |           |
| Nghinh Tường | Huyện Võ Nhai         |                 |                |                           |           |
| Nhã Lộng     | Huyện Phú Bình        |                 |                |                           |           |
| Ôn Lương     | Huyện Phú Lương       |                 |                |                           |           |
| Phú Cường    | Huyện Đại Từ          |                 |                |                           |           |
| Phú Đình     | Huyện Định Hóa        |                 |                |                           |           |
| Phú Đô       | Huyện Phú Lương       |                 |                |                           |           |
| Phú Lạc      | Huyện Đại Từ          |                 |                |                           |           |
| Phủ Lý       | Huyện Phú Lương       |                 |                |                           |           |
| Phú Thịnh    | Huyện Đại Từ          |                 |                |                           |           |
| Phú Thượng   | Huyện Võ Nhai         |                 |                |                           |           |
| Phú Tiến     | Huyện Định Hóa        |                 |                |                           |           |
| Phú Xuyên    | Huyện Đại Từ          |                 |                |                           |           |
| Phúc Chu     | Huyện Định Hóa        |                 |                |                           |           |
| Phúc Hà      | Thành phố Thái Nguyên | 6,71            |                |                           |           |
| Phục Linh    | Huyện Đại Từ          |                 |                |                           |           |
| Phúc Lương   | Huyện Đại Từ          |                 |                |                           |           |
| Phúc Tân     | Thành phố Phổ Yên     | 34,5            |                |                           |           |
| Phúc Thuận   | Thành phố Phổ Yên     | 52,17           |                |                           |           |
| Phúc Trìu    | Thành phố Thái Nguyên | 18,92           |                |                           |           |
| Phúc Xuân    | Thành phố Thái Nguyên | 18,92           |                |                           |           |
| Phương Giao  | Huyện Võ Nhai         |                 |                |                           |           |
| Phượng Tiến  | Huyện Định Hóa        |                 |                |                           |           |
| Quang Sơn    | Huyện Đồng Hỷ         |                 |                |                           |           |
| Quy Kỳ       | Huyện Định Hóa        |                 |                |                           |           |
| Quyết Thắng  | Thành phố Thái Nguyên | 12,93           |                |                           |           |
| Sảng Mộc     | Huyện Võ Nhai         |                 |                |                           |           |
| Sơn Cẩm      | Thành phố Thái Nguyên | 16,52           |                |                           |           |
| Sơn Phú      | Huyện Định Hóa        |                 |                |                           |           |
| Tân Cương    | Thành phố Thái Nguyên | 14,83           |                |                           |           |
| Tân Dương    | Huyện Định Hóa        |                 |                |                           |           |
| Tân Đức      | Huyện Phú Bình        |                 |                |                           |           |
| Tân Hòa      | Huyện Phú Bình        |                 |                |                           |           |
| Tân Khánh    | Huyện Phú Bình        |                 |                |                           |           |
| Tân Kim      | Huyện Phú Bình        |                 |                |                           |           |
| Tân Linh     | Huyện Đại Từ          |                 |                |                           |           |
| Tân Long     | Huyện Đồng Hỷ         |                 |                |                           |           |
| Tân Quang    | Thành phố Sông Công   | 11,07           |                |                           |           |
| Tân Thái     | Huyện Đại Từ          |                 |                |                           |           |
| Tân Thành    | Huyện Phú Bình        |                 |                |                           |           |
| Tân Thịnh    | Huyện Định Hóa        |                 |                |                           |           |
| Thành Công   | Thành phố Phổ Yên     | 31,9            |                |                           |           |
| Thanh Định   | Huyện Định Hóa        |                 |                |                           |           |
| Thanh Ninh   | Huyện Phú Bình        |                 |                |                           |           |
| Thần Sa      | Huyện Võ Nhai         |                 |                |                           |           |
| Thịnh Đức    | Thành phố Thái Nguyên | 17,08           |                |                           |           |
| Thượng Đình  | Huyện Phú Bình        |                 |                |                           |           |
| Thượng Nung  | Huyện Võ Nhai         |                 |                |                           |           |
| Tiên Hội     | Huyện Đại Từ          |                 |                |                           |           |
| Tràng Xá     | Huyện Võ Nhai         |                 |                |                           |           |
| Trung Hội    | Huyện Định Hóa        |                 |                |                           |           |
| Trung Lương  | Huyện Định Hóa        |                 |                |                           |           |
| Tức Tranh    | Huyện Phú Lương       |                 |                |                           |           |
| Úc Kỳ        | Huyện Phú Bình        |                 |                |                           |           |
| Vạn Phái     | Thành phố Phổ Yên     | 8,97            |                |                           |           |
| Vạn Phú      | Huyện Đại Từ          |                 |                |                           |           |
| Vạn Yên      | Huyện Đại Từ          |                 |                |                           |           |
| Văn Hán      | Huyện Đồng Hỷ         |                 |                |                           |           |
| Văn Lăng     | Huyện Đồng Hỷ         |                 |                |                           |           |
| Vô Tranh     | Huyện Phú Lương       |                 |                |                           |           |
| Vũ Chấn      | Huyện Võ Nhai         |                 |                |                           |           |
| Xuân Phương  | Huyện Phú Bình        |                 |                |                           |           |
| Yên Đổ       | Huyện Phú Lương       |                 |                |                           |           |
| Yên Lạc      | Huyện Phú Lương       |                 |                |                           |           |
| Yên Lãng     | Huyện Đại Từ          |                 |                |                           |           |
| Yên Ninh     | Huyện Phú Lương       |                 |                |                           |           |
| Yên Trạch    | Huyện Phú Lương       |                 |                |                           |           |